# Perdita coldeniae
Perdita coldeniae är en biart som beskrevs av Philip Hunter Timberlake 1954. Den ingår i släktet Perdita och familjen grävbin. Inga underarter finns listade i Catalogue of Life.

## Beskrivning
Perdita coldeniae är ett litet bi, hanen är något över 2 mm lång, honan ungefär en halv mm längre. Även vingarna är små; den längsta vingen (framvingen) är mellan 1,5 och knappt 2 mm lång. Det breda huvudet och mellankroppen är svarta med grönaktig metallglans som hos honan kan ha ett inslag av bronsfärg, hos hanen slå över i blåaktig metallglans. Munskölden (clypeus) är vit till gulaktig, medan området just ovanför den är vitaktigt hos honan, gul till blekgult hos hanen. Käkarna är vita med röda, eller hos hanen även bruna spetsar,  Överläppen (labrum), som sitter under munskölden, mellan käkarna, är även den vit, medan antennerna är ljusbruna på ovansidan, gula på undersidan. På mellankroppen är benen gula med bruna fötter på de bakersta benen, medan vingarna är genomskinliga med gulbruna till bruna ribbor. Längst bak på mellankroppen (anatomiskt egentligen den första delen av bakkroppen) finns en bred, gul triangel. Bakkroppen är bärnstensfärgad eller sällsynt mer rent brunaktig, med vita kanter på tergit 1 till 5, hos hanen även på tergit 6. Övre delen av ansiktet har tät, vit behåring; på resten av kroppen är hårbeklädnaden gles.

## Utbredning
Utbredningsområdet omfattar Mojaveöknen och Sonoraöknen i sydöstra Kalifornien, södra Nevada och västligaste Arizona i USA, och allra nordligaste Baja California i Mexiko. Arten är mycket vanlig.

## Ekologi
Habitatet utgörs av torra biotoper som öknar, gärna med någon form av markstörning som bland annat vägrenar.
Arten är polylektisk, den flyger till blommande växter från många olika familjer: Korgblommiga växter (som släktena Palafoxia och Pectis), strävbladiga växter (som släktena Tiquilia och Nama) samt pockenholtsväxter (släktet Larrea). Aktivitetsperioden är lång, från april till oktober.
Som hos alla arter i släktet är Perdita colddeniae ett solitärt (icke-samhällsbyggande) bi, som bygger sina bon i sand eller sandjord.